# محمد سعيد العطار
الدكتور مُحَمَّد سَعيد العَطَّار (1927 – 2005 م) سياسي واقتصادي يمني. كان رئيس وزراء حكومة الجمهورية اليمنية المؤقتة، والتي أسميت حكومة العطار، وذلك لمدة خمسة أشهر أثناء وبعد حرب الانفصال في اليمن عام 1994. كان له دوره المشهود في ملحمة السبعين يوماً، حصل على شهادة الدكتوراة في الاقتصاد السياسي عام 1962م من جامعة السوربون بفرنسا بعد أن عمل باحثًا اقتصاديًا بالجامعة خلال الفترة من 1958م- 1962. تقلد العديد من المناصب الرفيعة في اليمن، كما عمل في الأمم المتحدة واللجنة الاقتصادية والاجتماعية لغربي آسيا «إسكوا».

## حياته والمناصب التي تقلدها
وُلد محمد سعيد العطار في عام 1927، في جيبوتي، والتي كانت مستعمرة فرنسية في ذلك الوقت، وكان والده أحد المهاجرين اليمنيين في جيبوتي، وهو من منطقة بني شيبة، مديرية الشمايتين، محافظة تعز. درس العطار دراسته الأساسية والثانوية في مدارس جيبوتي باللغة الفرنسية. ثم انتقل إلى باريس للدراسة، حيث حصل على شهادة الدكتوراه في الاقتصاد السياسي عام 1962م من جامعة السوربون بفرنسا، بعد أن عمل باحثًا اقتصاديًا بالجامعة خلال الفترة من 1958م- 1962.
وقد تقلد العطار العديد من المناصب السياسية والاقتصادية، أهمها:
- بعد تخرجه من الجامعة عام 1962، عاد إلى اليمن (الجمهورية العربية اليمنية) في نفس العام، وذلك عقب قيام ثورة 26 سبتمبر 1962، وعُيِّن مستشاراً في مجلس الوزراء، كما عُيِّن أول مدىر عام للبنك اليمني للانشاء والتعمير، حيث كان أحد أبرز مؤسسي البنك.
- خلال الفترة من 1964م إلى 1965م شغل منصب وزير الدولة ورئيسًا للبنك اليمني للانشاء والتعمير.
- في عام 1965 عُيِّن وزيراً للاقتصاد.
- في عام 1967م عُيِّن نائباً لرئيس الوزراء ووزيرًا للاقتصاد، وأيضاً رئيساً للبنك اليمني للانشاء والتعمير.
- في العام 1968م عُيِّن مندوباً دائمًا لليمن لدى الأمم المتحدة.
- في عام 1974م انتخب أميناً عاماً تنفيذياً للجنة الاقتصادية لغرب آسيا «إسكوا» ونائبا للأمين العام للأمم المتحدة. وخلال تلك الفترة عمل مستشاراً غير متفرغ لرئيس الجمهورية العربية اليمنية سابقًا ولرئيس جمهورية اليمن الديمقراطية الشعبية سابقًا.
- في عام 1985م عاد ثانيةً لليمن وعُيِّن نائباً لرئيس الوزراء ووزيرًا للتنمية ورئيساً للجهاز المركزي للتخطيط.
- في مايو 1990م، وهو عام إعلان الوحدة اليمنية وقيام الجمهورية اليمنية، عُيِّن في حكومة العطاس الأولى وزيراً للصناعة وعضواً في المجلس الأعلى للشؤون الاقتصادية والنفطية والاستثمار.
- في عام 1992م عُيِّن نائباً لرئيس الوزراء رئيسًا للهيئة العامة للاستثمار.
- في 30 مايو 1993م أعيد تعيينه نائبًا لرئيس الوزراء وزيرًا للصناعة في حكومة العطاس الثانية.
- في 9 مايو 1994، مع بداية اندلاع حرب صيف 1994، أصدر الرئيس علي عبد الله صالح قرار جمهوري قضى بعزل حيدر العطاس من منصبه كرئيس للوزراء وتكليف العطار بتولى مسؤولية رئيس مجلس الوزراء بالنيابة واستمر في المنصب حتى 5 اكتوبر 1994.
- في 6 اكتوبر 1994 عُيِّن في حكومة عبد العزيز عبد الغني نائبًا لرئيس الوزراء ووزيرًا للصناعة، واستمر في المنصب حتى سبتمبر 1997، ثم عُيِّن بعد ذلك سفيراً ومندوبا دائما للجمهورية اليمنية في جنيف.

## من مؤلفاته
التخلف الاقتصادي والاجتماعي في اليمن، دار الطليعة، 1965.

## وفاته
توفي في 20 نوفمبر 2005 في بيروت ودفن في 23 نوفمبر 2005 في مقبرة الشهداء بصنعاء، في موكب جنائزي رسمي وشعبي مهيب.

## طالع أيضًا
حكومة العطار

## وصلات خارجية
- شبكة سبأ

| المناصب السياسية        | المناصب السياسية      | المناصب السياسية          |
| ----------------------- | --------------------- | ------------------------- |
| سبقه حيدر أبوبكر العطاس | رئيس وزراء اليمن 1994 | تبعه عبد العزيز عبد الغني |